# Provincia di Sud Yungas
Sud Yungas è una provincia della Bolivia sita nella parte orientale del dipartimento di La Paz.
Il capoluogo è la città di Chulumani e, secondo il censimento 2001, conta una popolazione di 63 544 abitanti.

## Geografia antropica

### Suddivisioni amministrative
La provincia è suddivisa in 5 comuni:
- Chulumani (capoluogo)
- Irupana
- La Asunta
- Palos Blancos
- Yanacachi